# Gozdnica

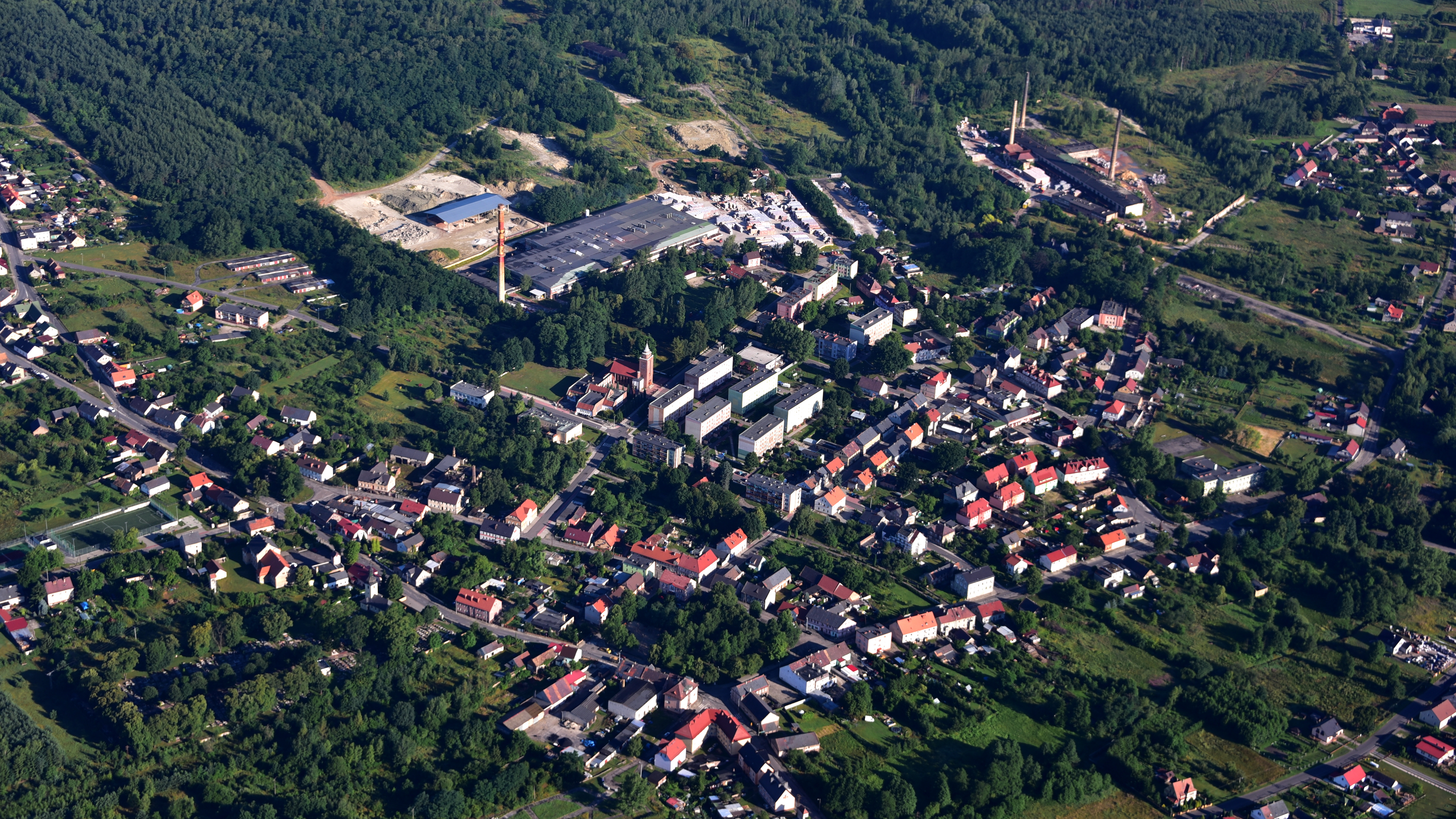
Gozdnica, Luftaufnahme (2017)

Gozdnica [gɔzdˈɲiʦa] (deutsch Freiwaldau, schlesisch Freiwaale) ist eine Stadt in der Landgemeinde Przewóz im Powiat Żagański der Woiwodschaft Lebus in Polen. Sie liegt acht Kilometer östlich der Lausitzer Neiße und gehört der Euroregion Neiße an.

## Geografie
Die Stadt liegt 15 km von der polnisch-deutschen Grenze entfernt 25 km südwestlich von Żagań und 15 km von der polnisch-deutschen Grenze entfernt inmitten der Niederschlesischen Heide an der Czernica (Tschirne). Nach Angaben aus dem Jahr 2002 hat Gozdnica eine Fläche von 23,97 km², davon sind landwirtschaftliche Fläche 20 % und Waldfläche 68 %. Die Stadt gehört historisch gesehen zu Niederschlesien.

## Geschichte

### Steinzeit, Mittelalter und frühe Neuzeit
Funde aus der Stein- und Bronzezeit belegen eine frühe Besiedlung der Gegend im Süden der Priebuser Heide.
Die Gründung des Ortes erfolgte im Jahr 1285. Er lag im Herzogtum Sagan in Schlesien, einen Kilometer nördlich der Landesgrenze zur Oberlausitz an einer alten Straße zwischen Priebus und Bunzlau. 1315 erhielt Freiwaldau Stadtrecht. Die weitere Entwicklung der Stadt wurde dadurch behindert, dass die an der Hohen Straße gelegene Stadt Görlitz alles tat, um jeglichen Handel, der die Hohe Straße und damit Görlitz umging, zu unterbinden. So ließ der Sechsstädtebund 1368 das östlich von Freiwaldau an der Großen Tschirne liegende Städtchen Neuhaus (Nowoszów) niederreißen.
1602 kam die Stadt, die zuvor dem Amt Priebus unterstand, zur Herrschaft Burau. Ab 1684 wurde diese Herrschaft unter den Grafen von Promnitz und von Kospoth mit der Herrschaft Halbau in der Oberlausitz zusammengelegt.

### Unter preußischer Herrschaft
1742 gelangte Freiwaldau zu Preußen und verlor 1750 das Stadtrecht. Von 1816 bis 1932 gehörte der Marktflecken dem Landkreis Sagan, danach Sprottau an.
Zu Beginn des 18. Jahrhunderts begann nordwestlich der Stadt der Abbau einer Lagerstätte von Braunkohle und Tonmineralen. Aus anfänglich einer herrschaftlichen und einer kommunalen Ziegelscheune entstand im 19. Jahrhundert eine Dachziegelindustrie, die die Stadt wachsen ließ. 1841 wurde die Porzellanfabrik Freiwaldau gegründet. Die 1885 von Gottfried Sturm gegründete Ziegelei produzierte 1943 in zwei Werken mit über 700 Arbeitern. Weiterhin waren in der Stadt noch elf weitere Unternehmen ansässig, die Steinzeug bzw. Bunzlauer Keramik fertigten.
Die Lausitzer Eisenbahn-Gesellschaft eröffnete 1896 die Bahnstrecke Rauscha–Freiwaldau.
Zwischen 1936 und 1945 befand sich der Fliegerhorst Freiwaldau nördlich der Stadt.

### Die polnische Stadt
Am 21. Februar 1945 marschierten Truppen der Roten Armee in Gozdnica ein und 30 Prozent der Gebäude wurden zerstört. Nach dem Zweiten Weltkrieg kam der Ort zu Polen und erhielt den polnischen Namen Gozdnica. Seit 1955 war Gozdnica stadtartige Siedlung; 1967 erhielt es die Stadtrechte zurück. 1975–1998 gehörte die Stadt administrativ zur Woiwodschaft Zielona Góra. Beim Referendum über den Beitritt Polens zur Europäischen Union wurde in der Gemeinde 92 % Zustimmung verzeichnet. Im Jahr 2016 wurde das Stadtgebiet leicht vergrößert.
Die Bahnstrecke von Ruszów wurde 2006 stillgelegt und 2015 abgebaut. Der Personenverkehr war bereits 1962 eingestellt worden.

## Bauwerke
- Ruine einer 1684–1699 erbauten Mühle, 1989 durch einen Brand zerstört
- Kirche des Heiligen Geistes, 1751 bis 1753 im barocken Stil erbaut, bis 1945 evangelisch, seitdem katholisch
- St.-Laurentius-Kirche (kościół św. Wawrzyńca) 1929/1930 als evangelische Kirche errichtet. Der Entwurf stammt von einem Berliner Architekten mit dem Familiennamen Iwan. Die Stahlwerke Bochum bezahlten drei neue Glocken. Die Orgel wurde von der Firma Heinze aus Żary finanziert. Die Kirche wurde am 27. September 1930 eröffnet. Sie überstand den Zweiten Weltkrieg unbeschädigt. Nach 1945 wurde sie von den Katholiken übernommen und erhielt ihren heutigen Namen.
- Nordwestlich der Kirche liegt eine expressionistische Friedhofskapelle die um 1930 gebaut wurde.

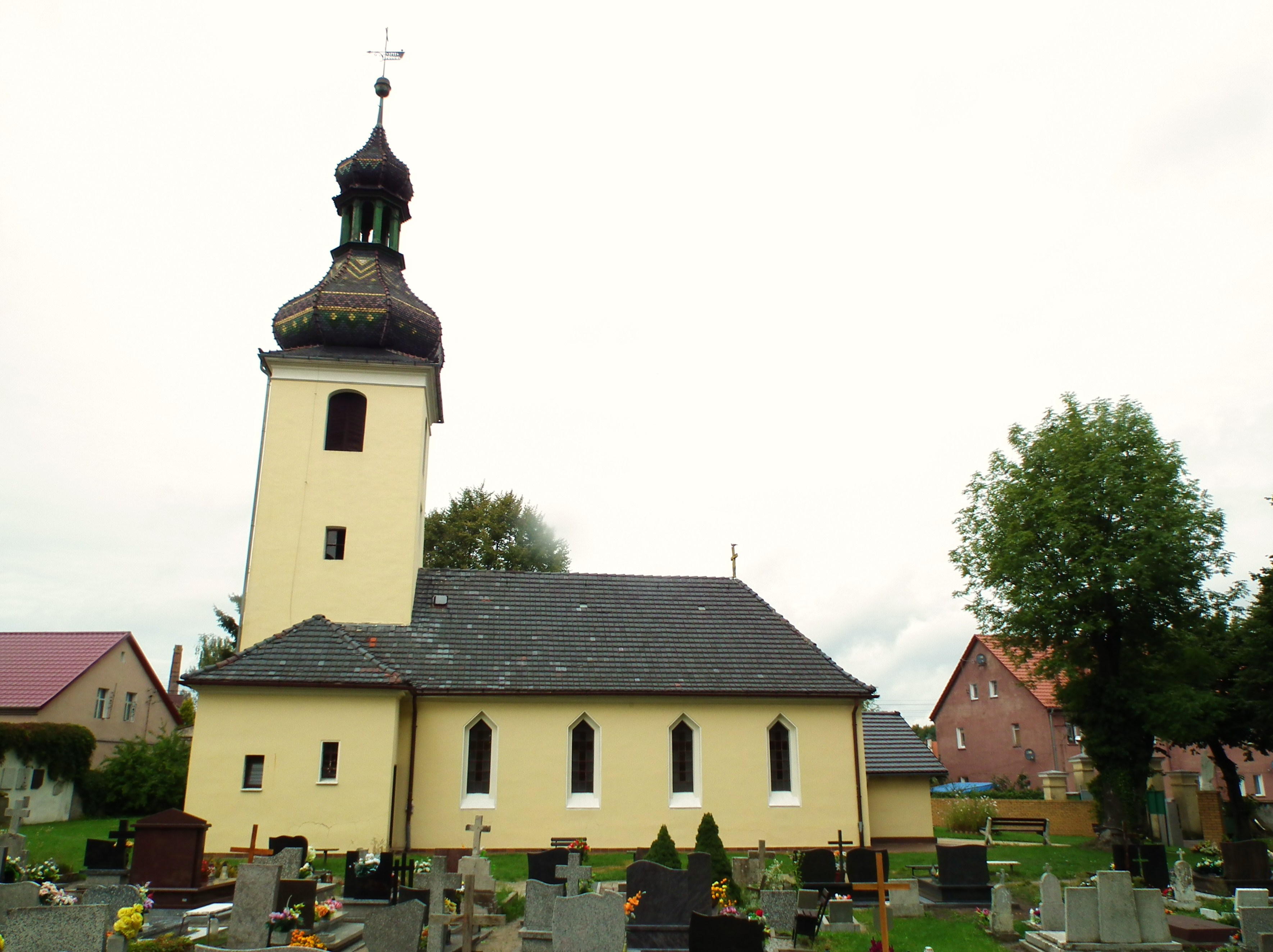
Kirche des Heiligen Geistes

## Einwohnerentwicklung
- 1547: 0280 Einwohner
- 1787: 0499
- 1825: 0786
- 1840: 0985
- 1905: 2845
- 1939: 2939
- 1961: 3454 (23,72 km²)
- 1970: 3447
- 2004: 3501

## Wirtschaft
Gozdnica hat eine über 300-jährige Tradition in der Produktion von Keramik. Die Gozdnickie Zakłady Ceramiki Budowlanej sind Teil der Lode-Gruppe, und in den Bereichen Baukeramik, feuerfeste Materialien und Betonprodukte tätig.

## Bildung
- Grundschule im. Pierwszych Osadników

Öffentliches Gymnasium im. Krzysztofa Kamila Baczyńskiego

## Sport
Budowlani Gozdnica ist ein 1947 gegründeter Fußballverein. Er trägt seine Heimspiele im Stadion an der ul. Sportowa 1 aus, dieses hat Platz für 750 Zuschauer (400 Sitzplätze), keine Beleuchtung und eine Spielfeldabmessung von 102 m × 60 m.

## Partnerschaften
- Hähnichen, Deutschland[3]

## Persönlichkeiten
- Oscar Paul (1836–1898), Musikwissenschaftler
- Bruno Hohlfeld (1862–1917), Porträtmaler
- Max Berger (1893–1970), Jurist, Militäroberstaatsanwalt der NVA
- Gottfried Sturm (1923–2018), Slawist, Herausgeber der Zeitschrift für Slawistik, Spezialist für altrussische Literatur,[4]